# 実際
| ウィキペディアには「実際」という見出しの百科事典記事はありません（タイトルに「実際」を含むページの一覧/「実際」で始まるページの一覧）。 代わりにウィクショナリーのページ「実際」が役に立つかもしれません。 |